# Friedrichshafen FF 49
Il Friedrichshafen FF 49 era un idrovolante a scarponi da ricognizione biplano sviluppato dall'allora azienda tedesco imperiale Flugzeugbau Friedrichshafen GmbH negli anni dieci del XX secolo e prodotti, oltre che dalla stessa, su licenza in Norvegia dalla A/S Aero.

## Storia
La necessità di integrare e rimpiazzare velocemente la flotta aerea che la Kaiserliche Marine, la marina militare tedesco imperiale, aveva a disposizione per il controllo dello spazio aereo sul Mar Baltico suggerì alla Friedrichshafen di sviluppare un nuovo modello basato sul Friedrichshafen FF 33. Il nuovo velivolo, al quale venne assegnata la designazione aziendale FF 49, riprendeva l'aspetto generale del suo predecessore ma beneficiava di una cellula irrobustita, necessaria per l'installazione di un motore di maggior potenza, e che permise anche l'installazione di un'apparecchiatura radio ricetrasmittente.

## Versioni
FF 49
versione idroricognitore biposto equipaggiata con un motore Benz Bz.IV da 200 PS (147 kW), realizzata in 14 esemplari.
FF 49b
versione idrobombardiere biposto, realizzata in 25 esemplari.
FF 49c
ultimo sviluppo della versione idroricognitore.

## Utilizzatori
Danimarca
- Kongelige danske marine

operò con sette esemplari, localmente designati HB.II, tra il 1919 ed il 1926.
 Finlandia
- Suomen ilmavoimat

operò con un FF 49b e quattro FF.49c tra il 1918 ed il 1923.
 Germania
- Kaiserliche Marine

 Norvegia
- Kongelige Norske Luftforsvaret

operò con quattro FF 49c realizzati dall'azienda norvegese A/S Aero.
 Polonia
- Siły Powietrzne

operò con alcuni esemplari acquisiti come risarcimento al termine della prima guerra mondiale
 Svezia
- Svenska Marinen

operò con due FF 49c tra il 1919 ed il 1924